# Schmitz-Säule

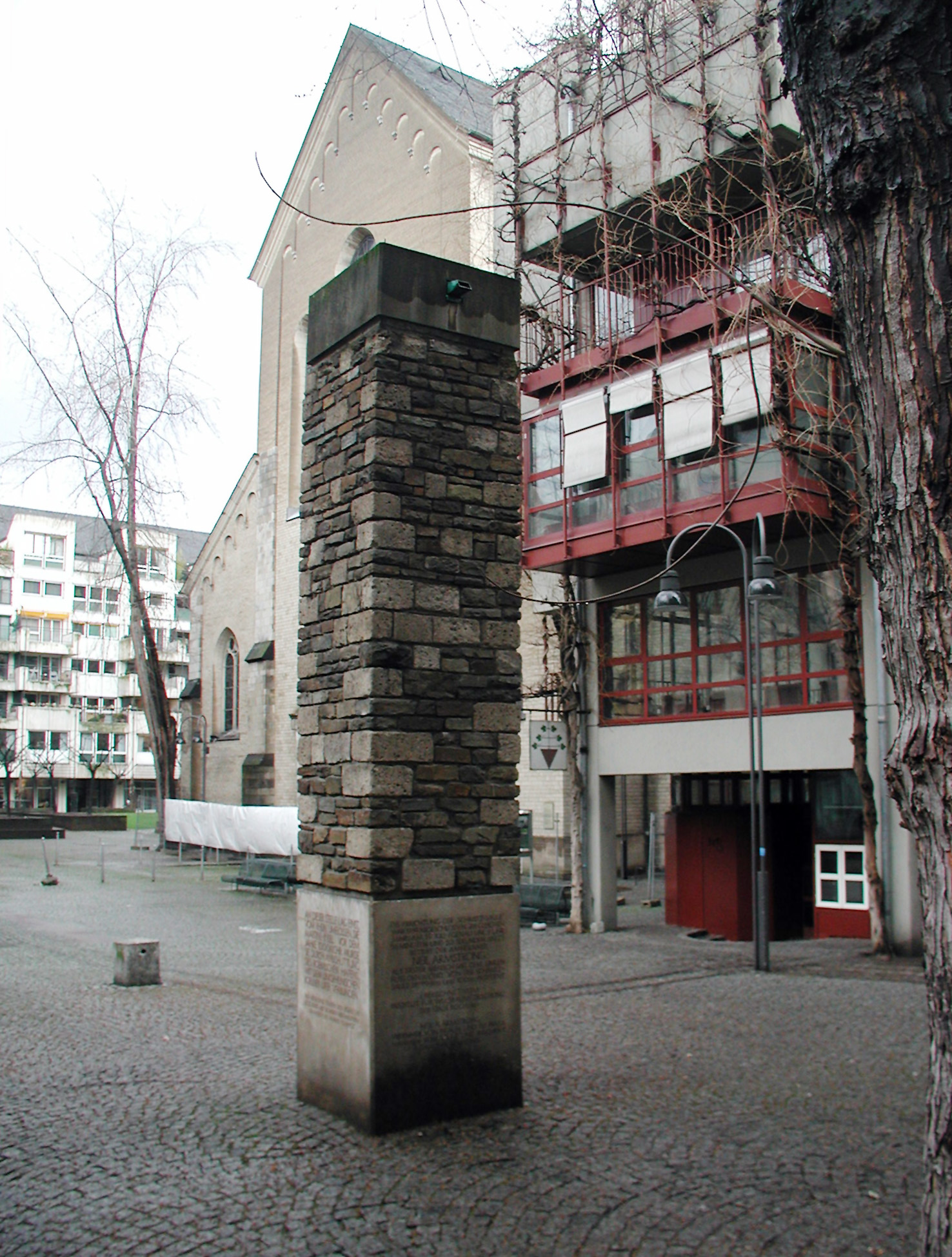
Die Schmitz-Säule, im Hintergrund die Westfront der Kirche Groß St. Martin (Foto: 2008)

Die Schmitz-Säule ist eine Skulptur in der Kölner Altstadt. Sie steht westlich vor der historischen Kirche Groß St. Martin auf dem von Lintgasse und Brigittengäßchen gesäumten Platz An Groß St. Martin unweit des Alter Markt.

## Beschreibung
Die Säule kennzeichnet die 50-Meter-Höhenmarke von Köln. Sie wurde 1965 vom stadtgeschichtlich engagierten Kölner Architekten Jupp Engels (1909–1991) gestiftet und 1969 eingeweiht. Die Skulptur auf einer quadratischen Fläche von etwa 90 × 90 cm ist circa 4,50 Meter hoch und besteht aus Natursteinen auf einem Betonsockel. Möglicherweise sind auch Steine der römischen Hafengebäude verbaut, die sich ungefähr an dieser Stelle befunden haben.

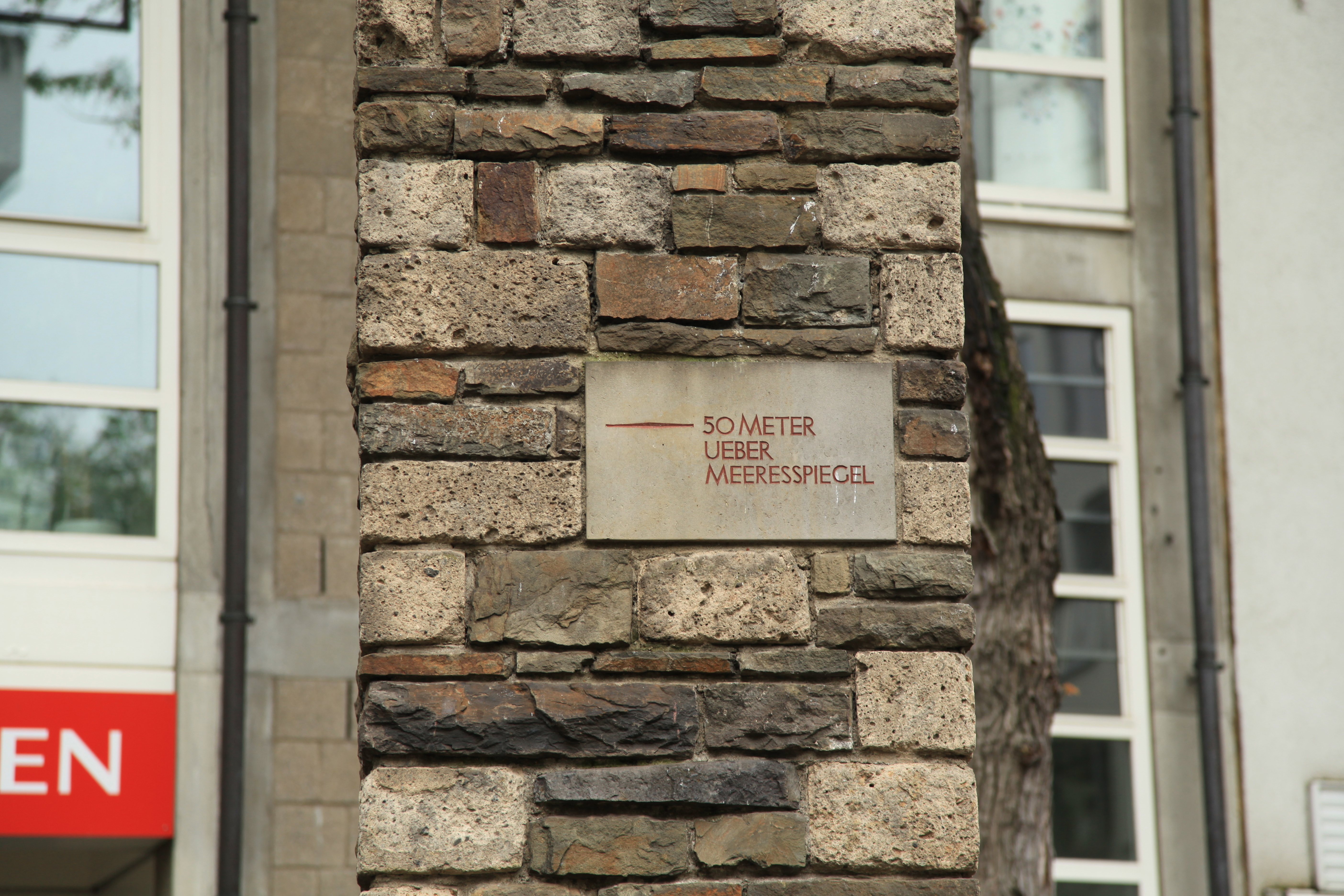
Markierung „50 Meter über Meeresspiegel“ (Foto: 2012)

An der Säule ist die Höhe des Eis-Hochwassers von 1784 markiert, durch das große Teile des damals noch selbstständigen Mülheims zerstört wurden. In Inschriften wird auf die Geschichte des Namens Schmitz und die Landung des ersten Menschen auf dem Mond im Einweihungsjahr Bezug genommen.

## Bezug zum Familiennamen Schmitz und zur Mondlandung
Das heutige Martins-Viertel zwischen Alter Markt und Rhein war in römischer Zeit, als Köln die römische Kolonie Colonia Claudia Ara Agrippinensium war, eine Insel zwischen dem Hauptarm und einem westlichen Nebenarm des Rheins. Auf dieser Insel standen zum Hafen gehörende römische Lagerhäuser, von denen bei Grabungen unterhalb der Kirche Groß St. Martin Mauerreste gefunden wurden. Auch befand sich auf der Insel ein römisches Bad. Der Nebenarm des Rheins wurde kurz vor dem Jahre 1000 zugeschüttet, und der heutige Alter Markt und der Heumarkt entstanden. Zwischen etwa 39 und 8 v. Chr. wurden die germanischen Ubier, die rechtsrheinisch angesiedelt waren und in verschiedener Weise mit den Römern kooperierten, von den römischen Befehlshabern auf das linke Ufer der Kölner Bucht und somit in den römischen Herrschaftsbereich umgesiedelt. Die Hauptsiedlung dort war das oppidum Ubiorum („Zivilsiedlung der Ubier“).
In Köln besteht die Legende, dass es auf der einstigen Martinsinsel im Rhein beim Baden zu Begegnungen zwischen römischen Soldaten und jungen ubischen Frauen kam; mit der Geburt des ersten Kindes aus einer solchen Verbindung sei der Ursprung der Familie Schmitz und somit der Stammbaum der Kölner Ur-Ahnen gelegt worden. „Schmitz“ ist im Rheinland der häufigste Familienname, die Träger des Namens gelten scherzhaft als „rheinischer Adel“.
Auf dem Sockel der Säule wird auch der Mondlandung der Raumfahrtmission Apollo 11 gedacht, bei der am 21. Juli 1969 der Astronaut Neil Armstrong als erster Mensch den Mond betrat. Wissenschaftler in Bochum errechneten im Auftrag des Stifters der Säule den genauen Abstand von der Säule zur Mondoberfläche: 389.994 km und 100 Meter. Der Stadtführer Uli Kievernagel sieht es als Zeichen des „kölschen Größenwahns“, dass die Einweihung eines Bauwerks wie der Schmitz-Säule im „Mondfieber“ des Jahres 1969 dem Ereignis einer Mondlandung mindestens ebenbürtig sei.

## Inschriften

### Nordseite
Im oberen Teil auf einer rechteckigen Steintafel:
Markierung und: 50 METER UEBER MEERESSPIEGEL

Auf dem Sockel:

Eine Markierung, beschriftet mit: RHEIN-HOCHWASSER-MARKE, 28. FEBRUAR 1784

BEI DIESER EISFLUT WURDE MÜLHEIM VERNICHTET

„SCHMITZ-SÄULE“

VON EINEM KÖLNER BÜRGER

1965

### Westseite
AN DIESER STELLE LAG EINST, VOM RHEIN UMFLOSSEN, DIE MARTINS-INSEL. VOR DEM JAHRE 1000 N. CHR. WURDE SIE, DURCH ANSCHÜTTUNG DES ROEMISCHEN HAFENS, MIT DEM LINKSRHEINISCHEN KOELNER UFER VERBUNDEN.

AUF DIESER INSEL TRAFEN SICH RÖMISCHE LEGIONÄRE MIT BLONDEN UBIER-MÄDCHEN

URAHNEN DER FAMILIE ‘SCHMITZ’

### Südseite
DIE ERRICHTUNG DER „SCHMITZ-SÄULE“ WAR 1969 ABGESCHLOSSEN. IM GLEICHEN JAHR, AM 21. JULI (GENAU UM 3 UHR 56 MINUTEN UND 20 SEKUNDEN MEZ) BETRAT DER AMERIKANER 

NEIL ARMSTRONG

ALS ERSTER MENSCH MIT DEM LINKEN FUSS DEN MOND,

VON DER SCHMITZ-SÄULE 389994 km UND 100 m ENTFERNT.

(BERECHNET VOM INSTITUT FÜR WELTRAUMFORSCHUNG DER STADT BOCHUM)

NEIL A. ARMSTRONG, WERNHER VON BRAUN UND DIE NASA NAHMEN VON SÄULE UND INSCHRIFT DANKBAR KENNTNIS

### Ostseite
DIE STEINE DIESER SÄULE WURDEN 1962 BEIM HAUS EM HAHNE AM ALTERMARKT AUSGEGRABEN. SIE STAMMEN VON ROEMISCHEN HAFENBAUTEN AUF DER EHEMALIGEN MARTINSINSEL

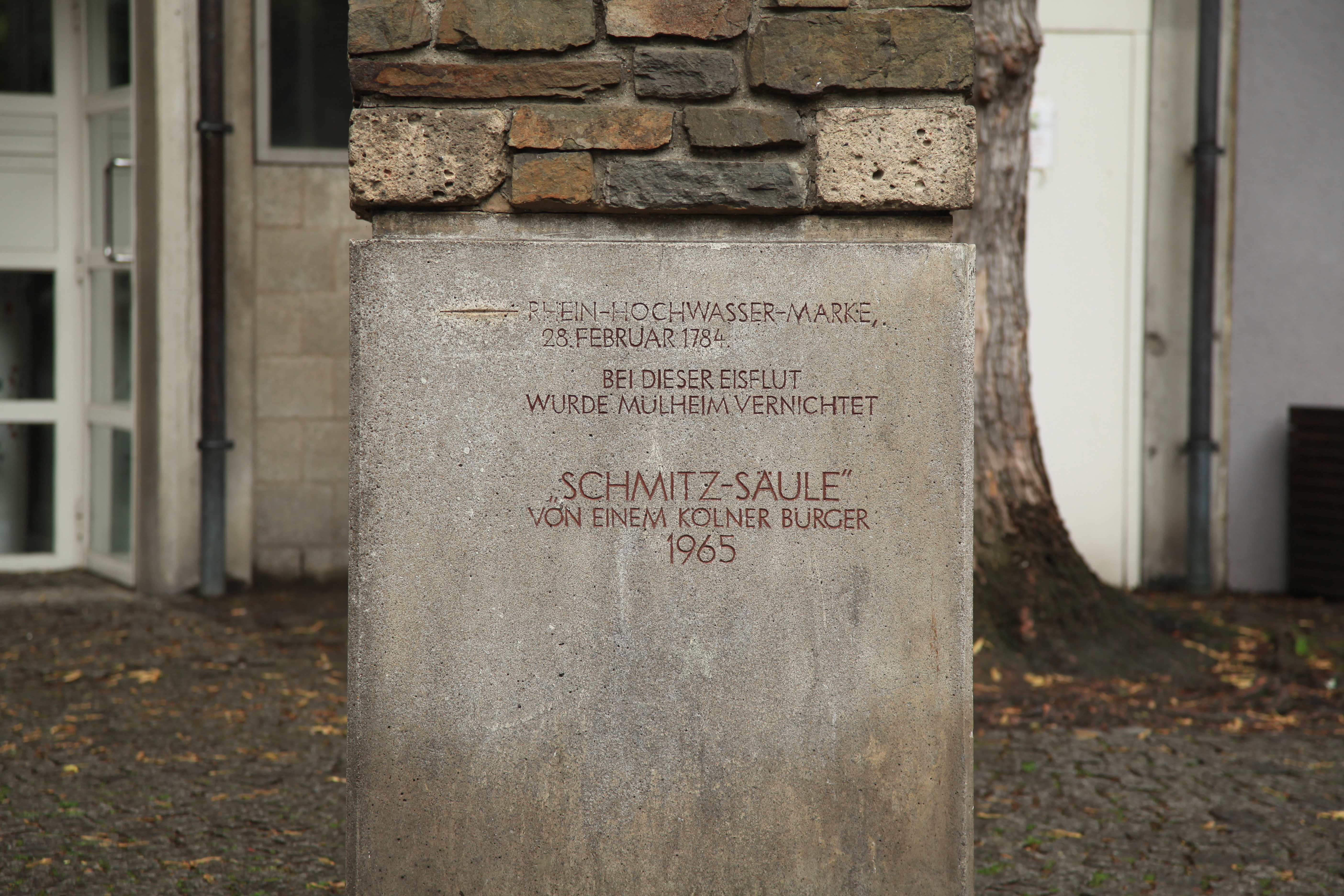
Nordseite der Säule
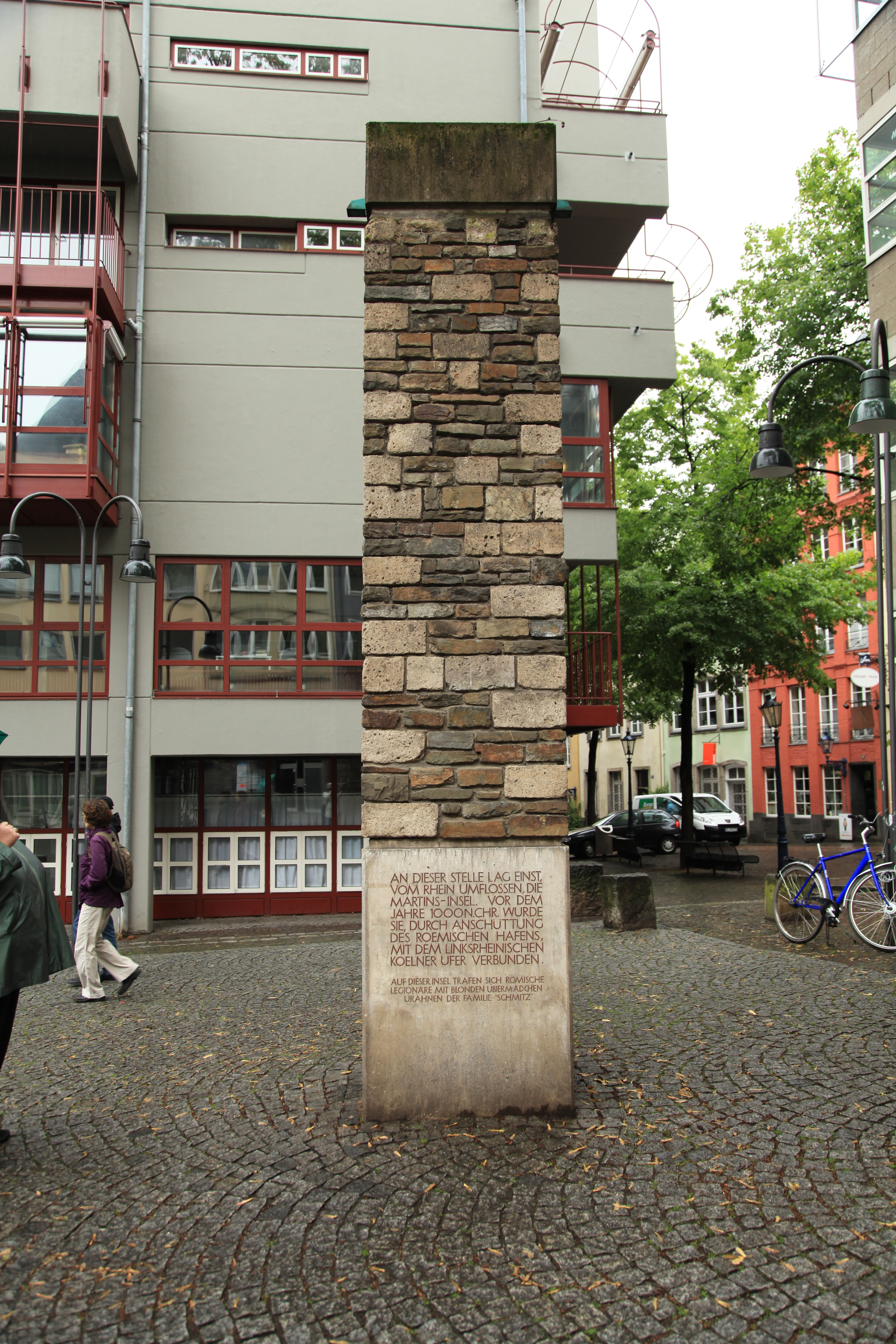
Westseite
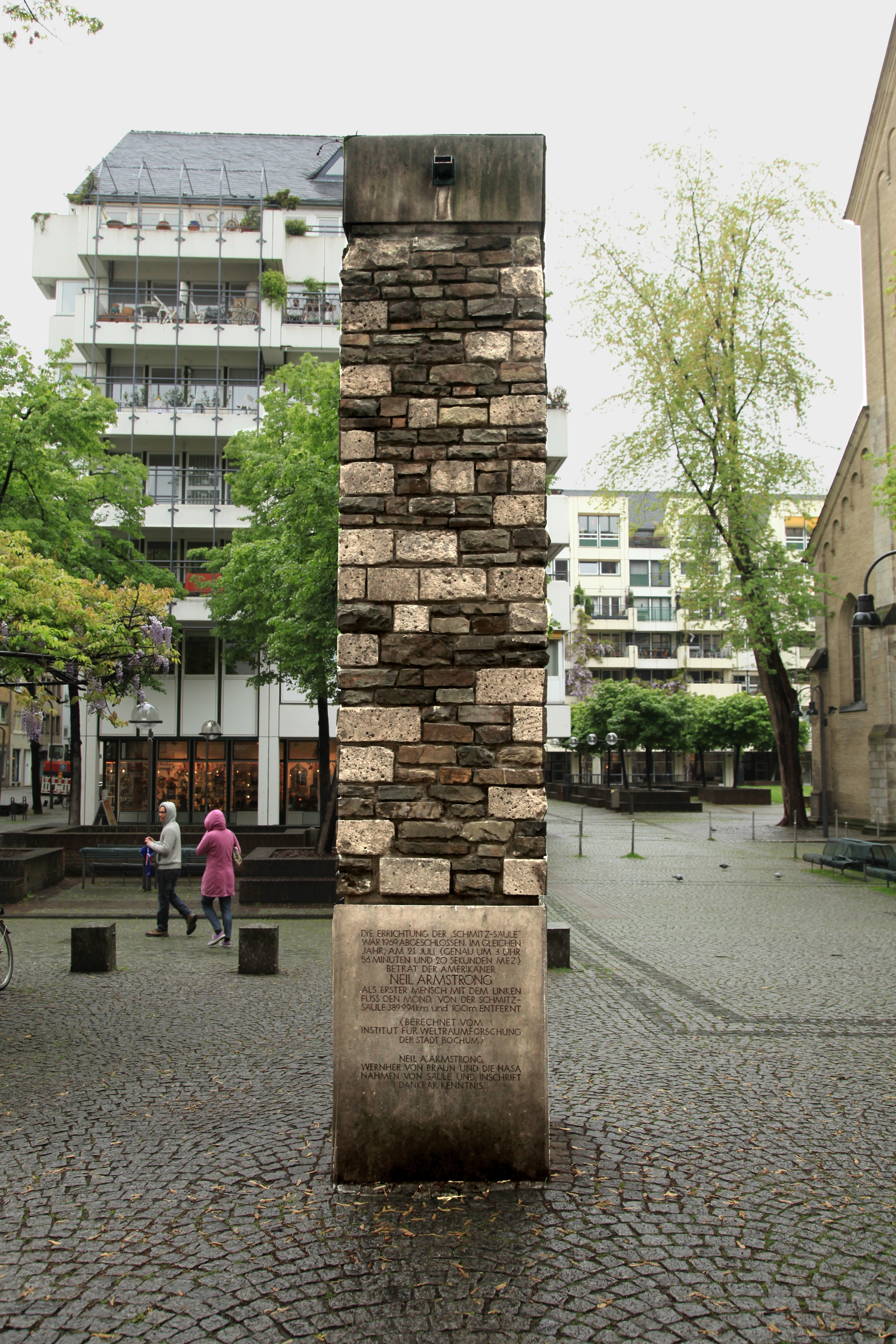
Südseite
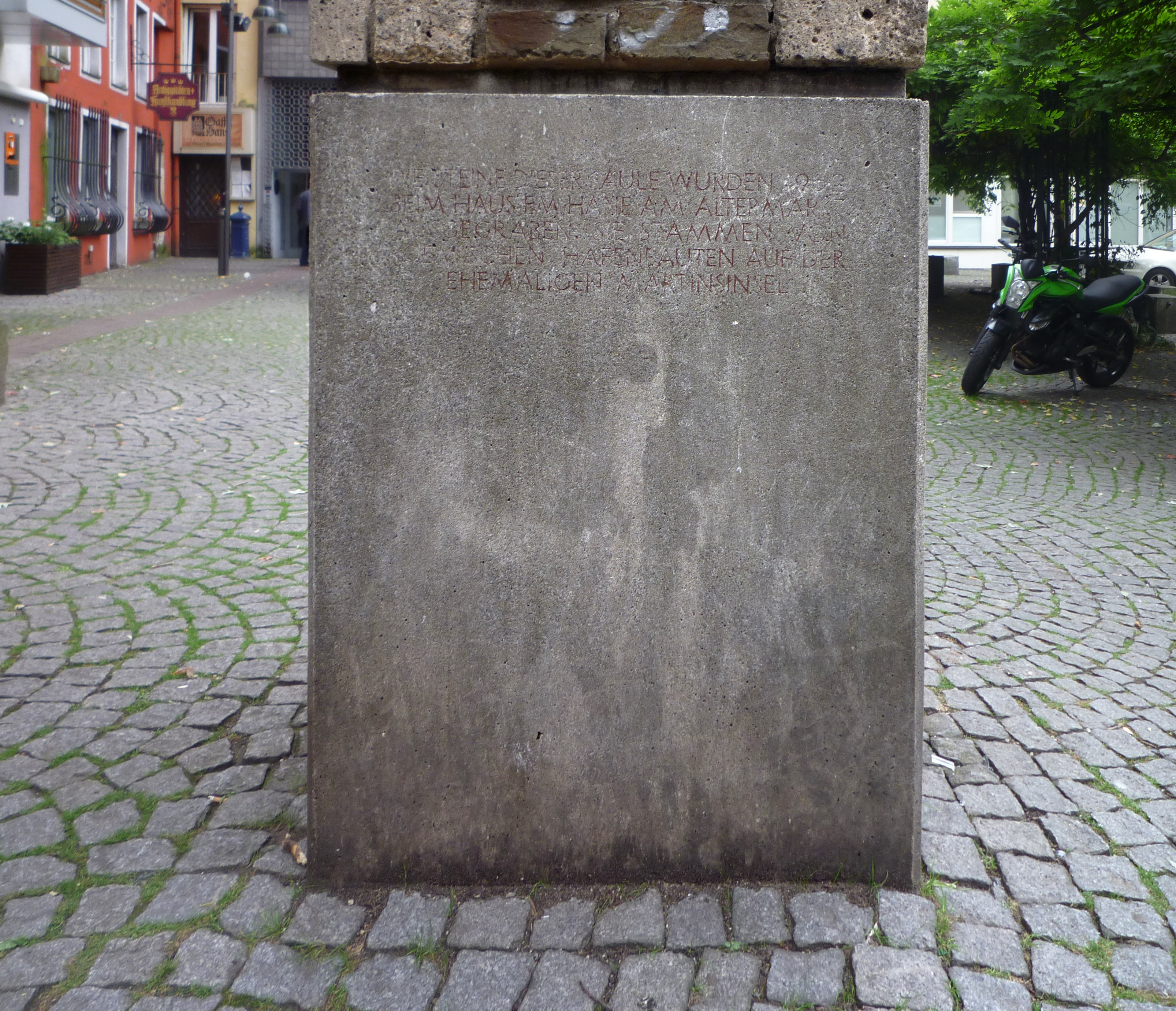
Ostseite